# Aina Apse
Aina Apse (25 de março de 1926 - 24 de fevereiro de 2015) foi uma ceramista da Nova Zelândia. O seu trabalho faz parte das colecções permanentes do Museu de Canterbury e da Galeria de Arte Christchurch.

## Biografia
Apse nasceu na Letónia. Ela e a sua família fugiram para a Alemanha em 1944, quando a União Soviética invadiu a Letónia, e em 1949 o marido e o filho emigraram para a Nova Zelândia. A família foi inicialmente colocada num acampamento em Pahiatua, depois mudou-se para a Costa Leste, em Napier, e mais tarde para Christchurch. Em 1965 Apse ingressou no curso nocturno de cerâmica e nas décadas de 1970 e 1980 expôs o seu trabalho e ganhou alguns prémios locais. Apse era casada e tinha dois filhos: um filho nascido na Europa e uma filha nascida na Nova Zelândia. Ela divorciou-se do marido em 1965.
Apse faleceu em fevereiro de 2015.